# Pixel (banda)
Pixel (fundada en 2011 en Oslo, Noruega) es una banda de jazz experimental noruega.

## Historia
El álbum debut Reminder (2012) de Pixel fue bien recibido. La crítica de All About Jazz, Bruce Lindsay, afirma:

... Reminder es un debut impresionante. Pixel aporta una mezcla creativa única a la escena: música difícil de categorizar, pero fácil de disfrutar...

Pixel combina los clásicos sonidos de un cuarteto de jazz moderno, sin piano, con saxofón, trompeta, bajo y batería como Ornette Coleman y Gerry Mulligan, sin embargo, lleva la energía y la actitud del rock indie.  Los miembros la banda son muy activos en la escena del jazz escandinavo. Al igual que el estilo de bandas como como The Bad Plus, este es definitivamente jazz, pero es jazz con el que el público de rock puede relacionarse.  En el festival Match and Fuse, el concierto de Pixel fue señalado, por la revista Jazz Down Beat, como "uno de los momentos más memorables". El 24 de junio de 2017 en el festival Jazz Baltica su concierto fue grabado y transmitido por la radio pública nacional alemana "Deutschlandfunk". Algunas partes del concierto también se publicaron en YouTube.
El saxofonista Harald Lassen dejó la banda en 2017.

## Miembros de la banda
- Ellen Andrea Wang - contrabajo y voz.
- Jonas Kilmork Vemøy - trompeta.
- Harald Lassen - saxofón (2010 - 2017).
- Jon Audun Baar - batería.

## Honores
- 2013: Presentado en Young Nordic Jazz Comets [4]

## Discografía
- 2012: Reminder (Cuneiform Records)[1]
- 2013: We Are All Small Pixels (Cuneiform Records)
- 2015: Golden Years (Cuneiform Records)